# Pyeongchang
Pyeongchang (korejski: 평창, hrvatski: Pjongčang) je južnokorejski grad i okrug u pokrajini Gangwon. 
U okrugu Pyeongchang živi 43,706 stanovnika (2008.). Smješten je u planinama Taebaek, 180 km istočno od Seula. Prosječna nadmorska visina je oko 700 m, ali se neka naselja nalaze i iznad 1000 m nadmorske visine. 
U okrug Pyeongchang je zimovalište Yongpyong, koje je domaćin natjecanja Svjetskog kupa u alpskom skijanju. 
Pyeongchang se neuspješno kandidirao za Zimske olimpijske igre 2010. i 2014., oba puta izgubio izbore u zadnjem krugu (pobijedili Vancouver i Soči). No uspio je postati domaćin Zimskih olimpijskih igara 2018. godine.